# 불운한 7년
불운한 7년(The Seven Ill Years)은 1690년대에 스코틀랜드에서 장기적이고 대규모로 발생한 기근기를 일컫는데 창세기에 나오는 요셉이 예언한 이집트에서의 기근에서 명칭이 유래했다. 스코틀랜드인 5-15%가 아사했다고 추정되는데 에버딘셔 같은 지역들에서는 사망률이 25%에 이르는 것으로 추정된다. 이후로는 이와 같은 대규모 기근이 발생하지 않았기에 불운한 7년은 유의미하게 기억되고 있다.
당대 시점에서 1690년대는 지난 750년 간 스코틀랜드에서 가장 추운 시기였다. 1695년, 1969년, 1698년, 1699년은 흉년이었고, 스코틀랜드의 9년 전쟁 개입으로 인한 발트해 및 프랑스 지역 핵심 시장들과의 상거래 침체에 의해 경제 위기가 생겼는데 이러한 결과로 심각한 기근과 인구 감소가 일어났다.
불운한 7년의 결과 수많은 사람들이 스코틀랜드 내에서 또는 잉글랜드, 유럽, 북아메리카, 특히 아일랜드로 이주했다. 불운한 7년의 결과로 세워진 스코틀랜드 은행과 스코틀랜드 회사의 다리엔 계획 실패는 연합법으로 이어졌다.

## 원인
17세기 이전 척박한 지형, 열악한 도로망, 원시적 수송수단으로 인해 스코틀랜드 내에서는 상거래가 거의 없었다. 이는 1660년 이후 변화했는데 허가 받은 시장이 있는 농촌 읍내가 100곳에서 1707년에 300곳으로 늘었다는 사실이 이를 잘 보여준다. 그러나 잉여농작물은 수출됐는데, 주로 수익성이 좋은 잉글랜드와의 소 거래 과정에서 상당 부분 수출됐다. 여러 요인들로 인해 스코틀랜드의 농업은 상대적으로 생산적이지 못했는데 이러한 현상은 1710년대까지 지속됐다.
면적 좁은 농지들이 여러 가정들에 의해 공동경작됐는데, 농지들은 런리그 제도 하에 소작농들에게 분배됐다.
상대적으로 작황이 좋지 못했던 1680년대 이후에 발생된 1694년부터 1699년까지의 기근으로 인해 상황은 1700년 이후에야 진정이 됐다.
유럽 전역에 걸쳐 1690년대는 소빙기에 속하는 시기였다. 1693년 아이슬란드 헤클라산, 인도네시아 세루아화산 등의 대규모 폭발로 인해 대기가 오염되고 햇빛이 가려졌다.

## 영향
불운한 7년으로 인해 스코틀랜드인의 이주가 많이 일어났으나 스코틀랜드 내에서 이동은 많지 않았다. 구빈법은 이방인의 구호를 제한했기 때문에 잉글랜드로의 이주도 그렇게까지 많지 않았고 유럽 대륙도 비슷한 문제가 있었다. 스코틀랜드인이 계약 하인 형태로 아메리카 식민지나 서인도 제도로 이주를 했는데 이는 당대에 스코틀랜드로부터 대서양을 건너는 가장 유의미한 종류의 이주였다. 1650년부터 1700년까지 7천 명이 아메리카 대륙으로, 1-2만 명이 유럽과 잉글랜드로, 아일랜드로 6-10만 명이 이민을 갔다. 얼스터 플랜테이션에 연속하여 1696년에서 1698년까지 2만 명이 이민을 간 것으로 추정된다.
경제위기를 타개키 위해 1695년 스코틀랜드 의회는 런 리그 제도 및 토지 분배 강화 법안을 통과했는데, 이는 18세기의 농업 생산력 향상으로 이어졌다. 이러한 변화로 인해 스코틀랜드의 농업은 상당히 생산적이 됐고 주민들이 잘 생존할 수 있다는 믿음으로 이어졌다.
경제위기를 타개키 위해 스코틀랜드 은행이 세워졌는데, 이때 스코틀랜드 회사가 동아시아와의 무역로를 확립키 위해 자금 공모 헌장을 수여받았다. 스코틀랜드 회사는 다리엔 계획에 투자했는데, 이는 전적으로 스코틀랜드 투자자들로부터 자금을 모아 동아시아와의 교역을 위해 파나마 지협에 식민지를 세우는 담대한 계획이었다. 스코틀랜드의 가용 자본 15-40%가 해당 계획에 투자됐다고 여겨지는데, 이 계획은 1700년에 포기됐다. 3천 명 중 천 명만 살아남고 배 한 척 만 귀국했다. 손실액 15만 파운드로 인해 스코틀랜드의 상업망은 위기에 빠졌고 이는 연합법으로 이어졌다.